# بی‌ام‌جی
بی‌ام‌جِی یکی از هفته‌نامه‌های مشهور پزشکی است که توسط ‌بی‌ام‌جی گروپ (BMJ Group) منتشر می‌شود. هفته‌نامه بی‌ام‌جی از سال ۱۸۴۰ به صورت مستمر منتشر شده است. سردبیر فعلی آن فیونا گادلی است که از سال ۲۰۰۵ این مسئولیت را به عهده دارد. گادلی اولین زنی است که سمت سردبیری را در بی‌ام‌جی به خود اختصاص داده است.

## تاریخچه
اولین شماره هفته‌نامه در سوم اکتبر ۱۸۴۰ با عنوان (به انگلیسی: Provincial Medical and Surgical Journal) منتشر شد. در ژانویه مجله با عنوان (به انگلیسی: London Journal of Medicine) اما به صورت ماهنامه به حیات خود ادامه داد. از ژانویه ۱۸۵۳ مجله با نام امروزی خود یعنی (به انگلیسی: British Medical Journal) به صورت هفته‌نامه در حال انتشار است.

## دسترسی رایگان
مقالات پژوهشی بی‌ام‌جی به صورت رایگان قابل مشاهده است. فهرست شماره‌های مختلف را از ۱۸۴۰ تا ۲۰۰۸ در پاب‌مد سنترال موجود است. بر اساس سیاست‌های گروه انتشاراتی بی‌ام‌جی دسترسی به تمام محتوای این هفته‌نامه و همچنین سایر محصولات این ناشر در ۱۱۳ کشور در حال توسعه رایگان است.

## اعتبار علمی
ضریب تاثیر هفته‌نامه در سال ۲۰۱۱ بر اساس گزارش استنادی مجلات که توسط موسسه اطلاعات علمی منتشر می‌شود، ۱۳،۴ اعلام شد.